# Rozenblaasmijnmot
De rozenblaasmijnmot (Ectoedemia angulifasciella) is een vlinder uit de familie dwergmineermotten (Nepticulidae). De wetenschappelijke naam is voor het eerst geldig gepubliceerd in 1849 door Stainton.
De soort komt voor in Europa.